# Oncopsis dorsalis
Oncopsis dorsalis är en insektsart som beskrevs av Blanchard 1852. Oncopsis dorsalis ingår i släktet Oncopsis och familjen dvärgstritar. Inga underarter finns listade i Catalogue of Life.